# Peter Sagan
Peter Sagan (Zsolna, 1990. január 26. –) szlovák profi kerékpáros, 2010-től 2014-ig a Liquigas-Cannondale, 2015-től a Tinkoff-Saxo versenyzője. 2015-ben világbajnoki címet szerzett. 2008-ban junior Mountain-bike Világbajnokságot nyert és második helyen végzett a Junior Cyclocross Világbajnokságon Jouffroy Arnaud mögött. 2013-2015 között Szlovákiában az év sportolója lett.
Alig 20 évesen élete első profi szezonjában két szakaszt nyert a Párizs-Nizza több napos francia kerékpáros versenyen és ezzel együtt a pontversenyt is megnyerte. 2011-ben összetett győzelmet szerzett a Tour de Pologne lengyel versenyen, ahonnan 2 szakasz győzelemmel és a pont trikóval távozhatott. A harmadik legnagyobb körversenyen a Vuelta a Españán három szakaszon tudott diadalmaskodni. Legnagyobb eredménye a Tour de France pontversenyének hét alkalommal való (2012-13-14-15-16-18-19) megnyerése.

## Pályafutása

### Kezdetek
Sagan a legkisebb gyermek a családban, három bátyja és egy nővére van. A családi zöldségüzletben nőtt fel. 9 éves korában kezdett el kerékpározni a Cyklistický spolok Žilina csapatánál, szülővárosában. Junior korában mountain bike és országúti kerékpározásban is nemzetközi sikereket ért el. Sikerült magára felhívnia a figyelmet, miután sima tornacipőben és pólóban versenyzett és csak vizet ivott. A Szlovák Kupán egy rossz állapotú szupermarket kerékpárral sikerült nyernie. Testvére, Juraj Sagan a Tinkoff-Saxo kerekese.

### Profi kezdetek
Sagan első ízben 2009-ben kóstolhatott bele a profi országúti kerékpározásba, amikor leigazolta őt a szlovák Pro Kontinentális (másodosztályú) Dukla Trenčín Mérida csapata. 2008-ban a mountain bike Junior Világbajnokságon Vale di Soleban győzött, Trevisóban második lett a Cyclocross Junior Világbajnokságon és második helyen végzett az ifjúsági Párizs-Roubaix versenyen.
Először a ProTour csapatok közül a Quick Step érdeklődött utána, de a szerződés nem köttetett meg. Ezután Sagan azon gondolkozott, hogy felhagy az országúti versenyzéssel, de családja tanácsára megpróbálkozott a Liquigas-Doimóval. Rögtön egy kétéves szerződést kapott. A Liquigas doktorai elmondásuk szerint soha nem láttak még fizikálisan ilyen erős 19 évest. Csapattársai a Terminator becenevet adták neki, csendes, udvarias természete és hatalmas ereje miatt.

### 2010
Peter Sagan első országúti profi versenye az ausztrál Tour down Under volt 2010 januárjában. A második szakaszon bukott, de folytatta a versenyt. A király etapon csatlakozott a hármas szökéshez, amiben benne volt Cadel Evans, Alejandro Valverde és Luis León Sánchez. Az utolsó 20 kilométeren lépést tudott tartani a jó nevű versenyzőkkel, de a szakaszt végül Sánchez nyerte.
A következő versenye a Párizs-Nizza volt, ahol megszerezte élete első győzelmét. Nem is nevezték a versenyre, csak beugró volt Maciej Bodnar helyén aki kulcscsonttörés miatt kénytelen volt kihagyni a küzdelmet. 2010. március 10-én megszerezte első profi győzelmét, majd két szakkal később, az ötödik napon ismételni tudott és az összetett pontversenyt is megnyerte.
A 2010-es Tour of Californián újra megmutatta a világnak, hogy mire képes, miután megnyerte az ötödik és a hatodik szakaszt, plusz a pontverseny zöld és a 25 év alattiak fehér trikóját is megszerezte.

### 2011
A 2011-es évben is a Liquigas-Cannondale csapatában versenyzett. A 2010-es decemberi edzőtáborban elmondta, hogy elsődleges célja a Milánó-Sanremo olasz egynaposon való győzelem.
Szolid szezonkezdet után, Peter megnyerte a Giro di Sardegna olasz többnapost összetett pontversenyét és a harmadik, ötödik szakaszon is nyerni tudott.
A Tour of Californián győzött az ötödik szakaszon és az előző évhez hasonlóan megnyerte a pontversenyt is.
Júniusban elindult a Tour de Suisse-ön, a svájci körversenyen is, ahol a prológon harmadik lett, majd a harmadik hegyi szakaszon, lejtmenetben utolérte a korábbi Giro-győztes Cunegót, majd elsőként haladt át a célvonalon. A nyolcadik szakasszal duplázott és ezzel megszerezte a ponttrikót Svájcban is.
Az első Grand Tour-ján (Vuelta a España) három szakaszgyőzelmet aratott sorrendben a hatodik, tizenkettedik és az utolsó huszonegyedik etapon.

### 2012
Az évet jó formában kezdte, megnyerte az ománi körverseny második szakaszát és a pontversenyt. A Tirreno-Adriaticón győzött a 4. szakaszon. Az egész versenyen kulcsszerepet játszott Vincenzo Nibali összetett győzelmében, mivel végig segítette csapattársát. Jó formája kitartott és negyedik helyen ért célba a Milánó-Sanremón, második lett a Gent-Wevelgemen, ötödik lett a flandriai körversenyen és szakaszt nyert a Three Days of De Pannen.
A Tour of California első szakaszán 7 kilométerrel a cél előtt defektet kapott. A Rabobank csapata próbálta növelni a tempót, hogy Sagan ne érjen fel a mezőnyre, de munkájuk sikertelen volt, mivel a fiatal szlovák a kocsisoron csapattársai segítségével elcsípte a mezőnyt és Daniel Oss kiváló munkájának köszönhetően fölényesen nyerte a szakaszt. Egy nappal később 20 kilométerrel a vége előtt kapott defektet, de segítség nélkül a kísérőautók között visszazárkózott és az utolsó jobb kanyarban megelőzve mindenkit, hatalmas előnnyel ért a célba. Másnap a harmadik szakaszon újra nyert, lehagyva Tom Boonent és Heinrich Hausslert. Nem kellett sokáig várnia következő szakaszsikerére, mivel a negyedik napon a negyedik szakaszon is őt ünnepelte a közönség.

### 2013
Az évet januárban a Tour de San Luis-al kezdte, ahol az összesítésben a 87. helyet érte el. A Tour of Omán-on megszerezte az év első etap győzelmét. A Tour de France-on megnyerte a pontversenyt. Sikerült nyernie a hazai és a Cseh bajnokságokon is.

### 2014
Ezt az évet is a Tour de San Louis-val kezdte, ahol sikerült a 76. helyen végeznie. Ismét első szezonbeli szakaszgyőzelmét a Tour of Oman-on szerezte. Ezen a versenyen az összesítésben a 46. helyre ért fel. Remekül szerepelt a Tour de France-on, ahol ismét hatalmas fölénnyel sikerült megnyernie a zöld trikót a pontversenyben. Augusztusban felmerült hírek szerint a következő évben már a Tinkoff-Saxo csapatát erősítené.

### 2015
Sagan az évet az orosz Tinkoff-Saxo csapatnál kezdte. Az év elején nem sikerült szakaszt  nyernie az új csapat mezében, sokszor végzett a második helyen. A 2015-ös Paris-Roubaix nem ment rosszul, de a verseny végénél elromlott a kerékpárja, emiatt csak a 23. helyet sikerült elérnie. A  Tour of California 4. szakaszán végre sikerült kitörnie a nyeretlenségből és felállhatott a dobogó 1. fokára. Ismét sikerült megnyernie a pontversenyt a Tour de France-on, zsinórban negyedszer. Ebben az évben nem tudott egyetlen szakaszt sem nyerni a Tour de France-on. Az év vége sokkal sikeresebb volt a számára, sikerült megnyernie a világbajnokságot Richmondban. Ezzel ő viselheti 2016-ban a szivárványos pólót.

### 2017
Az év vége sikeres volt a számára, harmadszor sikerült megnyernie a világbajnokságot a norvég Bergenben. Ezzel ő viselheti 2018-ban a szivárványos pólót. Sagan az első kerékpáros, aki háromszor nyerte meg a világbajnokságot országúti mezőnyversenyben három egymást követő évben.

## Sikerei
| 2008 Első, MTB Junior Világbajnokság Első, MTB Junior Európa-bajnokság Második, Cyclo-cross Junior Világbajnokság Második, Juniors Paris–Roubaix 2009 Első, GP Kooperativa 7. összetettben 2009 Dookola Mazowsza Első, Pontverseny Első, 25 év alattiak versenye Első, 2. Szakasz Első, 5. Szakasz 2010 Párizs-Nizza Első, 3. Szakasz Első, 5. Szakasz Első, Pontverseny Első, 1. SzakaszTour de Romandie Második, Philadelphia International Championship Második, Grand Prix Cycliste de Montréal Második, Giro del Veneto Negyedik Giro della Romagna Hetedik GP Ouest France Tour of California Nyolcadik, Összetett Első, Pontverseny Első, 25 év alattiak versenye Első, 5. Szakasz Első, 6. Szakasz 2011 Első, Szlovák országúti bajnok Vuelta a España Első, 6. Szakasz Első, 12. Szakasz Első, 21. Szakasz Tour de Pologne Első, összetett Első, Pontverseny Első, 4. Szakasz Első, 5. Szakasz Giro di Sardegna Első, Összetett Első Pontverseny Első, 1. Szakasz Első, 3. Szakasz Első, 4. Szakasz Tour de Suisse Első, 3. Szakasz Első, 8. Szakasz Első Pontverseny Tour of California Első, 5. Szakasz Első, Pontverseny Első, Gran Premio Industria e Commercio di Prato Második, Philadelphia International Championship Második, Critérium de Alcobendas Harmadik Classica Sarda Negyedik Gran Premio della Costa Etruschi | 2012 Tour of Oman Első, 2. Szakasz Első Pontverseny Első, 4. Szakasz Tirreno–Adriatico Első, 1. Szakasz Three Days of De Panne Tour of California Első, 1. Szakasz Első, 2. Szakasz Első, 3. Szakasz Első, 4. Szakasz Első, 8. Szakasz Második, 6. Szakasz Első, Pontverseny Tour de Suisse Első, 1. Szakasz(ITT) Első, 3. Szakasz Első, 4. Szakasz Első, 6. Szakasz Első, Pontverseny Első, Szlovák országúti bajnok Tour de France Első, 1. Szakasz Első, 3. Szakasz Első, 6. Szakasz Első, Pontverseny 14. Szakasz Legaktívabb versenyző Második, Gent–Wevelgem Harmadik, Amstel Gold Race Negyedik, Milánó–Sanremo Ötödik, Ronde van Vlaanderen 2013 Első, Gent–Wevelgem Első, Brabantse Pijl Első, Gran Premio Città di Camaiore Második, Strade Bianche Második, Milánó–Sanremo Második, E3 Harelbeke Első, 1. Szakasz Three Days of De Panne Második, Ronde van Vlaanderen Tour of Oman Első, 2. Szakasz Első, 3. Szakasz Tirreno–Adriatico Első, 3. Szakasz Első, 6. Szakasz Tour of California Első, 3. Szakasz Első, 8. Szakasz Első, Pontverseny Tour de Suisse Első, 3. Szakasz Első, 8. Szakasz Első, Pontverseny Első, Szlovák országúti bajnok Tour de France Első, 7. Szakasz Első, Pontverseny USA Pro Cycling Challenge Első, 1. Szakasz Első, 3. Szakasz | Első, 6. Szakasz Első, 7. Szakasz Első, Pontverseny Tour of Alberta Első, 1. Szakasz Első, 5. Szakasz Első, Pontverseny Tizedik, Grand Prix Cycliste de Québec Első, Grand Prix Cycliste de Montréal 2014 Első, Szlovák országúti bajnok Első, E3 Harelbeke Tirreno–Adriatico Első, Pontverseny Első, 3. Szakasz Tour of California Első, Sprint pontverseny Első, 7. Szakasz Tour of Oman Első, 4. Szakasz Three Days of De Panne Első, 1. Szakasz Tour de Suisse Első, Pontverseny Első, 3. Szakasz Tour de France Első, Pontverseny Első, Strade Bianchi Második, Gent–Wevelgem Hatodik, Paris–Roubaix Hetedik, Coppa Bernocchi Tizedik, Milan–San Remo 2015 Tour de France Első, Pontverseny Világbajnok – UCI Road World Championships, Richmond, Virginia 2016 Tour de France Első, Pontverseny Harmadik, 1. Szakasz Első, 2. Szakasz Negyedik, 3. Szakasz Harmadik, 4. Szakasz Hatodik, 6. Szakasz Második, 10. Szakasz Első, 11. Szakasz Harmadik, 14. Szakasz Első, 16. Szakasz Második, 21. Szakasz Első, Gent–Wevelgem Világbajnok – UCI Road World Championships, Doha, Qatar |